# Séminophagie
La séminophagie ou spermatophagie est l'ingestion de sperme pour en tirer une satisfaction érotique ou pour sa valeur nutritive et d'autres avantages physiques ou spirituels. Les sources de sperme sont les mâles (humains ou animaux).

## Sperme humain
La façon la plus usuelle d'ingurgiter du sperme humain a lieu quand on en est au point culminant de la fellation ou de l'irrumation. La séminophagie humaine est pratiquée par les individus des deux sexes. Les hommes peuvent aussi consommer leur propre sperme après masturbation, rapport sexuel ou autofellation.

### Valeur nutritive
Le sperme est essentiellement composé d'eau, mais on a montré qu'il contient en petite quantité presque tous les nutriments dont a besoin le corps humain, y compris de l'acide docosahexaénoïque (un acide gras important de la famille des oméga-3). Il contient en quantités assez élevées des minéraux dont on manque souvent, comme le potassium, le magnésium et le sélénium.
Une cuillère à soupe de semence apporte environ 0,698 kcal. Une éjaculation contient en moyenne 150 mg de protéine, 11 mg d'hydrates de carbone, 6 mg de matières grasses, 3 mg de cholestérol, 7 % de la dose quotidienne de potassium recommandée (norme US) et 3 % en cuivre et zinc de la dose quotidienne recommandée (norme US). Le contenu en protéines d'un éjaculat équivaut en gros à celui qu'on trouve dans l'albumen d'un œuf de bonne taille.
Par ailleurs, le sperme contient de la flavine, des vitamines C et B12 ainsi que du fructose.

### Anthropologie
- Dans la culture patriarcale de certains Papouasiens en Papouasie-Nouvelle-Guinée comme les tribus Baruya, Etoro et Sambia, il a été relevé que les hommes passent par des rituels séminophages lors de rapports homosexuels rituels. En effet, les jeunes hommes lors de cérémonies d'initiation à l'âge adulte doivent faire des fellations aux aînés afin de bénéficier des bienfaits de la semence masculine[5],[6]. Pour eux c'est le sperme qui transforme progressivement les garçons en hommes et les fait appartenir au monde viril[7]. Dans la mythologie papoue, la semence masculine est la source de vie liée à la puissance du Soleil. 
  - Dans la société traditionnelle des Baruya, durant des années les garçons avalent le sperme de jeunes hommes afin de devenir « plus grands et plus forts que les femmes, supérieurs à elles, aptes à les dominer, à les diriger »[8]. Cela a lieu lors de rituels qui commencent à partir de 9-10 ans et s'étalent sur des années durant le début de la puberté et l'adolescence dans la maison des hommes, un lieu clos exclusivement masculins en retrait loin des femmes. Le sperme ne doit cependant pas venir de n'importe quel homme mais uniquement de jeunes hommes qui n'ont pas encore été salis par le contact sexuel avec une femme, et boire la semence d'un homme qui a pénétré une femme est considéré comme une souillure et la pire des humiliations[7]. Le patriarcat étant très poussé dans leur société, il y a un rapport entre la force qu'est censé donné la semence aux hommes et la domination masculine. Les historiennes Nahema Hanafi et Caroline Polle expliquent dans Fluides corporels que pour les Baruya le sperme est source de vie et créé l'enfant, et que l’origine de la vie s'explique par le seul pouvoir du sperme, attribuant par là même aux hommes les capacités reproductives des femmes[7]. Une fois adulte les hommes ont des rapports hétérosexuels avec leurs femmes et leurs femmes boivent à leur tour le sperme de leur mari afin de produire du bon lait maternel faisant ainsi d'elles de bonnes mères nourricières, ou en consomment lorsqu'elles sont affaiblies par leurs règles ou à la suite d'un accouchement[7]. Ainsi, les rapports sexuels des hommes baruyas ont lieu en deux étapes dans leur vie, d'abord homosexuels puis hétérosexuels, leur société étant parfois considérée comme bisexuelle ou un exemple de bisexualité circonstancielle, passant de l'homosexualité à l'hétérosexualité. La société des Baruya a été étudié par l'anthropologue et ethnologue Maurice Godelier ayant rédigé le livre La production des grands hommes: pouvoir et domination masculine chez les Baruya de Nouvelle-Guinée.

### Cuisinologie

#### Gastronomie de Paul Photenhauer
L'auteur cuisinier américain Paul Photenhauer, alias Fotie, est ouvertement séminophage et a publié en 2008 un livre de recettes nommé Natural Harvest, dans lequel il présente 25 recettes qui contiennent du sperme. Il avance du fait de son expérience et celle de ses amis : « Sa texture s'apprête bien dans la cuisine. Comme le vin et le fromage, son goût peut d'abord paraitre désagréable mais on y découvre une saveur complexe et dynamique. ».
En 2009 c'est un millier d'exemplaires de ce livre qui ont été vendus, principalement aux États-Unis, en France et en Italie.
Les recettes présentées dans le livre concernent des entrées, plats principaux, desserts, sauces et cocktails.
Parmi ses avantages vantés sont la gratuité et ses vertus aphrodisiaques , pour les personnes en quête d'aphrodisme.
L'auteur explique qu'il a été critiqué pour ne pas avoir abordé le côté sexuel et sensuel, critiques auxquelles il répond : « Ce n'était pas mon but, je voulais garder le focus sur le sperme comme aliment en cuisine ».
Paul Photenhauer met cependant en garde en expliquant que ce livre a été écrit pour des diners de sperme entre adultes consentants, propos qui est mentionné dans l'introduction de l'ouvrage. Il avance : « S'il vous plaît, ne mettez pas de sperme dans le repas de vos invités sans les en informer... ».
Dans certains pays, notamment musulmans, le livre de Paul Potenhauer sur la cuisine au sperme est censuré. L'auteur a avancé lors d'une interview : « Je viens d'envoyer un exemplaire au Koweït. Un client l'a acheté via le site lulu.com mais les douanes du Koweït ont confisqué le livre. Alors je l'ai moi-même envoyé dans un paquet. ».

### Pratique sexuelle et érotique
Dans certaines pratiques sexuelles, le sperme est consommé soit par le receveur, de sexe féminin  ou masculin, soit par le donneur lui-même qui devient également receveur en consommant son propre sperme.
Dans certaines pratiques sexuelles fantasmées telles que le cuckolding, fantasme de se savoir tromper par sa femme ou petite amie, les hommes trompés consomment parfois le sperme de l'autre homme une fois qu'il a joui telle une démonstration d'humiliation.
Dans certaines pratiques SM hétérosexuelles, la maîtresse dominante impose d'avaler à l'homme son propre sperme ou le sperme d'un autre ou d'autres hommes.

## Sperme animal
Dans certaines gastronomies et pratiques culinaires, certains spermes animaux sont consommés.
Le sperme animal est parfois considéré comme un super-aliment en raison de sa forte concentration en certaines substances bénéfiques pour la santé.

### Sperme de cheval
Un pub néo-zélandais de Wellington du nom de « The Green Man » a proposé un cocktail au sperme de cheval. Steven Drummond, propriétaire du pub, a mis au point ce shot particulier à l'occasion d'une fête nationale. Il a déclaré s'approvisionner en matière première dans une ferme voisine disposant d'un étalon productif. Selon Steven Drummond, les femmes acceptent plus facilement de tenter l'expérience que les hommes. Il concède en outre que malgré les vertus prétendues de cette boisson – elle boosterait selon lui la production de testostérone et de l'hormone DHEA (déhydroépiandrostérone).

### Laitance
La laitance, sperme de poisson, est un produit de consommation alimentaire. Elle est notamment consommée en Asie de l'Est, dans le sous-continent européen (Italie en Sicile, France en Alsace, Russie).
Le shirako (en japonais 白子, littéralement « enfants blancs ») est une laitance réputée dans la gastronomie japonaise.

### Fruits de mer
L'uni, nom japonais de l'intérieur d'un oursin, en particulier des gonades, qui produisent le sperme ou les œufs de l'oursin, est consommé au Japon. Le goût de l'uni est décrit comme saumâtre et sucré, et sa texture est lisse et crémeuse. Il est généralement servi en sushi ou en sashimi. La consommation du sperme d'oursin se fait en ingérant les organes sexuels des oursins. L'uni est considéré comme un mets délicat au Japon, et leur popularité croît rapidement dans d'autres pays.

## Chez les animaux
De nombreux animaux sont ou adoptent un comportement séminophage au cours de leur vie.
Chez les chiens par exemple, après un accouplement il est fréquent que le mâle lèche son pénis ou les parties génitales de la femelle, ingérant une partie de son propre sperme. À la suite d'une masturbation par frottement (à un objet), le chien lèche aussi son pénis afin de se nettoyer.
Chez les calmars, la femelle consomme le sperme des mâles. Elle consomme généralement le sperme des mâles les moins fertiles, tandis qu'elle conserve le sperme du mâle choisi pour la reproduction.

## Source
- (en) Cet article est partiellement ou en totalité issu de l’article de Wikipédia en anglais intitulé « Spermophagia » (voir la liste des auteurs).